# Neadmete ahoi
Neadmete ahoi is een slakkensoort uit de familie van de Cancellariidae. De wetenschappelijke naam van de soort is voor het eerst geldig gepubliceerd in 2011 door Harasewych & Petit.